# إريك ترول
إريك ترول (أو إريك أرفيدصن؛ السويدية:Eric Trolle / Erik Arvidsson؛ ق. 1460 - 1530)؛ هو نبيل سويدي، في 1512 تم انتخابه من قبل مجلس المملكة ليصبح الحاكم-الوصي للسويد في ظل اتحاد كالمار، ومع ذلك لم يمارس مهامه لأن ابن سلفه ستين ستوره الأصغر نفذ انقلاب واستولى على السلطة، كان قاضي نارك ومستشار اللورد الأعلى للسويد منذ عام 1487. 
من خلال إحدى بناته بياتا يعتبر الجد الأكبر لـ كريستيان التاسع ملك الدنمارك، ومن خلال سليل سيبيلا أميرة ساكس-كوبورغ وغوتا التي تزوجت من الأمير السويد الوراثي، هو جد الملك الحالي كارل السادس عشر غوستاف.